# التحكم في التلوث
التحكم في التلوث (بالإنجليزية: contamination control)‏ هو المصطلح العام لجميع الأنشطة التي تهدف إلى السيطرة على وجود التلوث ونموه وانتشاره في مناطق معينة. قد تشير السيطرة على التلوث إلى الغلاف الجوي وكذلك إلى
الأسطح، إلى الجسيمات والميكروبات ومنع التلوث وكذلك إلى إزالة التلوث.

## الوظيفة
الهدف من جميع أنشطة مكافحة التلوث هو ضمان بشكل دائم المستوى الكافِ من النظافة في البيئات الخاضعة للرقابة. يتم تحقيق ذلك من خلال الحفاظ على، أو تقليل، أو استئصال الملوثات القابلة أو الغير القابلة للتطبيق، ويكون ذلك إما لأغراض صحية أو من أجل الحفاظ على معدل إنتاج فعّال.

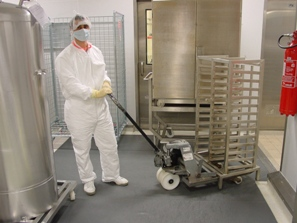
الأرضيات في منطقة مناولة المواد من شركة الأدوية ليل, فرنسا

## الاستخدام
غرفة الأبحاث هي واحدة من أكثر البيئات شيوعاً والتي من خلال استخدامها بروتوكول المعايير القياسية تضمن التحكّم في التلوث. وهناك العديد من الإجراءات الوقائية المعمول بها في غرفة الابحاث. ومنها إخضاع موظفي غرفة الأبحاث إلى قواعد الملابس الصارمة، وغالباً ما يكون هناك غرفة ملابس خاصة يمكن للموظفين تغيير ملابسهم في ظروف معقمة وذلك لمنع دخول أي جسيمات من البيئة الخارجية. تحتوي بعض المناطق في غرفة الأبحاث على إجراءات أكثر صرامة من غيرها للسيطرة على التلوث. ومنها مناطق التعبئة، والممرات، وغرف الملابس، وفتحات النقل، وذلك للحفاظ على المعايير القياسية لغرفة الابحاث.
تعتبر السيطرة على التلوث من الأصول المهمة للمختبرات الصناعية في قطاعي الأدوية وعلوم الحياة. وتشمل أماكن الاستخدام الأخرى كمتاجر طلاء السيارات، ومداخل المطابخ الصناعية، ومقدمي خدمات الطعام، والعديد من مناطق التصنيع، ومناطق تجميع المكونات الإلكترونية.
وفي الآونة الاخيرة، فقد كان التحكم الفعّال في التلوث مصدراً قلقاً للمختبرات والبيئات الحساسة الأخرى، كإجراء لإدارة أزمة الأمن الحيوي. بعض البنوك وشركات التأمين تستخدم منتجات مكافحة التلوث كجزء من بروتوكولات إدارة المخاطر. وقد تم وضع إجراءات وقائية كتحضير لمكافحة إنتشار الأوبئة المحتملة أو المخاطر البيولوجية من أي هجوم إرهابي.

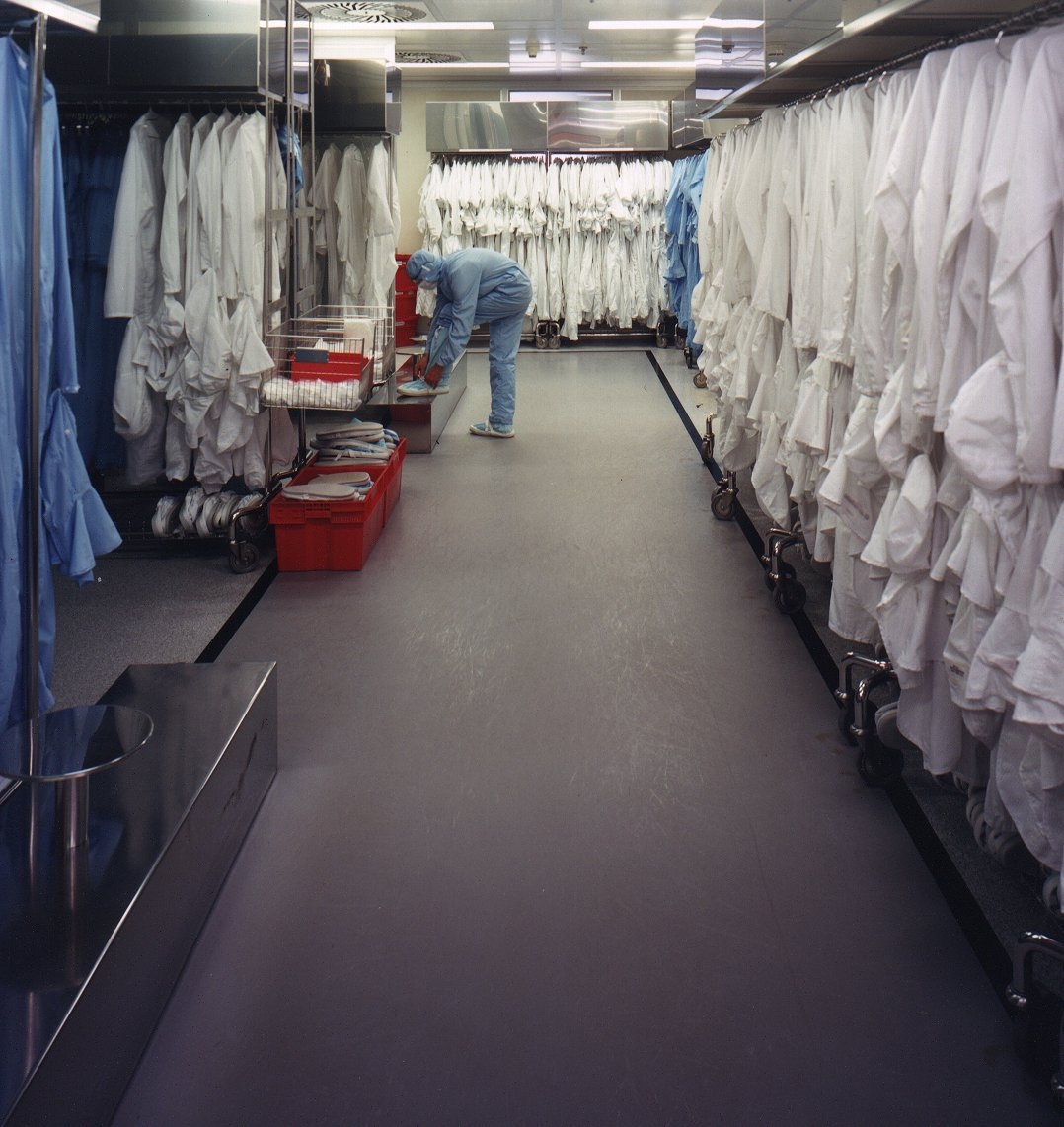
منطقة ارتداء الملابس في ألكاتل, لندن, المملكة المتحدة

## أنواع التلوث
إلى جانب المواد الجسيمائية مثل الأيونت، والجزيئات، فإن أكثر أنواع التلوث شيوعاً هي:
- الناس: الشعر، وجزيئات الألياف من الجسم والملابس، وأيضاً سوء النظافة تؤدي إلى ترسب الكائنات الحية الدقيقة.
- البيئة: جزيئات الغبار، والهواء الملوث، وأسطح العمل، والغازات، والأسقف المتحركة، والجدران، والأرضيات.
- المواد: الكائنات الدقيقة في علب التعبئة، وتنتج علب التعبئة أيضاً جسيمات، وألياف، وغبار.
- المباني: تقشير الطلاء، وأعمال الانابيب المصدئة، والأسطح التي تم صيانتها بشكل سيء.
- الماء: تنمو الكائنات الحية الدقيقة في الماء. المعدات لم يتم تنظيفها بشكل صحيح  في الحالة الرطبة، لم يتم مسح الانسكابات بشكل صحيح...الخ.

يوجد العديد من أنواع الكائنات الحية التي من الممكن أن تضر بالعمليات في البيئة الحرجة. 7 من الملوثات الأكثر شيوعاً هي:
- الرشاشية السوداء.
- بيركهولدرية بصلية.
- المطثية العسيرة.
- الاشريكية القولونية.
- المكورات العنقودية الذهبية المقاومة للميثيسيلين (MRSA).
- الزائفة الزنجارية.
- السالمونيلا المعوية.

وبالإضافة إلى ذلك، فهناك العديد من الملوثات الضارة التي يمكن أن تتسلل إلى المناطق الحرجة بعدة طرق. يمكن أن تدخل الجسيمات عن طريق الجو، أو عن طريق أقدام أي ناقل يتحرك بين البيئة الخارجية والمنطقة الحرجة.

## آثار التلوث
يشكل التلوث خطراً كبيراً على العمليات الفنية، أو التجارب، أو الأنشطة الإنتاجية، وكذلك على الأفراد المعنيين. إنتشار التلوث الغير محمي من الممكن أن يؤدي إلى تلف المنتج، وخفض العائد، وإسترجاع المواد، ونتائج أخرى تضر بشدّة على الأعمال. المنتجات في ضمن نطاق الصناعات يتم استردادها بسبب أنظمة التحكم في التلوث الغير فعّالة.
وبناءً على هذا الدليل، يمكن القول بأن العديد من الشركات لا تحمي نفسها بشكل كافِ من تأثير الملوثات الضارة، وهناك العديد من المنتجات في العديد من الصناعات يتم استردادها بسبب عملية التصنيع الغير آمنة.

## روابط خارجية
- معهد العلوم والتكنولوجيا البيئية (IEST)
- غرفة الأبحاث في ايرلندا
- الجمعية العالمية لمكافحة التلوث (GSFCC)
- تكنولوجيا غرفة الأبحاث - المجلة الداخلية لمكافحة التلوث